# Balthasar Werner
Balthasar Werner OFM (* 14. April 1887 in Dietfurt an der Altmühl als Georg Werner; † 3. Oktober 1943 in München) war ein deutscher  Franziskaner.

## Leben und Wirken
Werner war das zweite von neun Kindern einer Tagelöhnerfamilie. Er erlernte das Schuhmacherhandwerk.
Werner trat am 7. November 1903 als Bruderkandidat ins Kloster Freystadt ein. Am 17. Oktober 1911 wurde er als Bruder Balthasar in München eingekleidet. 1913 wurde er in das Missionskloster nach Skutari in Albanien geschickt, kehrte zu Beginn des Ersten Weltkrieges zurück und arbeitete in der klostereigenen Schusterei in München. Im Ersten Weltkrieg wurde er als Soldat eingezogen. Am 12. Dezember 1918 wurde ihm die Schusterwerkstatt im Kloster übergeben. Gleichzeitig war er an der Pforte, als Ausgeher und in der Kollektur tätig. Am 9. Februar 1920 legte er in der Klosterkirche St. Anna im Lehel die Feierliche Profess ab. Er starb in der Nacht vom 3. auf den 4. Oktober 1943 bei einem Bombenangriff.
Nach seinem Tod kamen viele Gläubige, um ihn als Fürbitter anzurufen. Zahlreiche Gebetserhörungen waren erfolgreich, indem die Bittenden in verschiedensten Anliegen Hilfe bekommen hatten. Dies führte, neben seiner Hilfsbereitschaft den Menschen gegenüber, zur Prüfung der Seligsprechung.
Eingeleitet wurde das Seligsprechungsverfahren am 16. April 1949. Der Münchner Erzbischof Joseph Wendel leitete am 3. Dezember 1959 einen Seligsprechungsprozess ein. Sein Nachfolger Julius Döpfner ließ Balthasar Werners Gebeine am 3. Oktober 1961 in eine eigene Kapelle in der Klosterkirche St. Anna überführen. Als Gedenktag ist der 2. Oktober gewählt.

## Rezeption
In seinem Heimatort Dietfurt sind seit 1964 eine Straße und das 1975 eingerichtete Caritas-Seniorenheim Bruder Balthasar Werner nach ihm benannt.
Das Kolpingtheater von Dietfurt führte zum 120. Geburtstag von Bruder Balthasar Werner im Jahr 2008, ein Jahr nach dem Jubiläum,  das Theaterstück Steh auf und folge IHM nach von Maria Hauk-Rakos in Dietfurt und im Franziskanerklosterkirche St. Anna im Lehel in München auf.